# World Wide Web Consortium
Консорціум Всесвітнього павутиння (англ. World Wide Web Consortium, W3C) — головна міжнародна організація, що розробляє й впроваджує технологічні стандарти для Всесвітнього павутиння. Заснована 1994 року Тімом Бернерсом-Лі, — винахідником Всесвітнього павутиння, що він його очолює. Станом на квітень 2001 року організація налічувала 5 учасників.
Прикладами стандартів консорціуму є HTML, XML, CSS, SVG, RSS та WCAG. Хоча юридично W3C не є міжнародно визнаною організацією стандартизації, однак її стандарти є загальновизнаними і, що характерно, — вільними від будь-яких платних запатентованих технологій.

## Історія
Консорціум був створений в 1994 році як консультативний орган для лідерів комп'ютерної індустрії. Найбільші світові компанії і корпорації домовлялися в W3C про забезпечення сумісності своїх продуктів і впровадження нових технологічних стандартів.
Першим значним успіхом Консорціуму стала стандартизація мови гіпертекстової розмітки HTML (англ. HyperText Markup Language) в 1996 році. Річ у тому, що в середині 1990-х років низка найбільших виробників програмного забезпечення планували випустити кожен свою версію мови HTML з своїми назвами тегів. Зрозуміло, це привело б до хаосу в Інтернеті, і в результаті вебсторінка однієї компанії була б розмічена абсолютно не так, як сторінка іншої компанії. Через це вебсервер-браузер однієї компанії не міг би відображати сторінки, створені за правилами іншої компанії. Саме W3C належить заслуга в тому, що HTML був випущений з єдиним базовим набором тегів і атрибутів і вебсторінки стали такими, якими ми їх знаємо зараз. Хоча повного збігу тегів і атрибутів HTML досягти не вдалося досі.

## Мета й завдання
W3C розробляє для Інтернету єдині принципи й стандарти (названі «Рекомендаціями», англ. W3C Recommendations), які потім впроваджуються виробниками програм й устаткування. У такий спосіб досягається сумісність між програмними продуктами й апаратурами різних компаній, що робить Всесвітню мережу більше зробленої, універсальної й зручної.
Місія W3C: «Повністю розкрити потенціал Всесвітньої павутини, шляхом створення протоколів і принципів, що гарантують довгостроковий розвиток Мережі».
Більш конкретна мета W3C — допомогти комп'ютерним програмам досягти здатності до взаємодії в Мережі (так звана «мережева інтероперабельність», англ. Web interoperability). Застосування єдиних стандартів у Мережі — це ключовий крок для досягнення такої взаємодії.
Два інших найважливіших завдання Консорціуму — забезпечити повну «інтернаціоналізацію Мережі» і зробити Мережу доступною для людей з обмеженими можливостями. Для вирішення першого завдання Консорціум активно співпрацює з організацією «Юнікод» (англ. Unicode) і низкою інших робочих груп, що займаються міжнародною співпрацею в Інтернеті і мовними технологіями. Для вирішення другого завдання Консорціум не тільки співпрацює з організаціями відповідного профілю, але і розробив свої власні Рекомендації, які зараз активно набирають популярності.

## Найголовніше
Рекомендації Консорціуму відкриті, тобто не захищені патентами і можуть упроваджуватися будь-якою людиною без всяких фінансових відрахувань консорціуму. На відміну від інших організацій, стандартів, що займаються розробкою, для Інтернету, Консорціум Всесвітньої Павутини не має програм сертифікації (на відповідність Рекомендаціям консорціуму) і не планує їх вводити. Тому Рекомендації W3C набули набагато більшого поширення, ніж стандарти будь-яких інших організацій. В той же час, через відсутність сертифікації багато виробників слідують Рекомендаціям лише частково. На щастя, Рекомендації консорціуму побудовані таким чином, що часткове впровадження не порушує загальних стандартів. Є навіть популярні Рекомендації, що мають декілька ступенів впровадження, — кому як зручніше. Ступені впровадження — це нове слово в мережевих стандартах, яке принесло Консорціуму Всесвітньої Павутини і його Рекомендаціям заслужену популярність.
Рекомендації W3C часто добре пропрацьовані і деталізовані. З іншого боку, більшість Рекомендацій доступні для будь-яких категорій користувачів — від експертів-програмістів до початківців вебмайстрів. Окрім технічних специфікацій, Консорціум також публікує багато керівництв і порад, що полегшують впровадження Рекомендацій. За останній час W3C провів величезну роботу з популяризації своїх стандартів, особливо в Європі.

## Процес стандартизації
Будь-який стандарт W3C проходить 4 стадії узгодження:
- Робочий проєкт (англ. Working Draft);
- Останнє скликання (англ. Last Call);
- Можлива рекомендація (англ. Candidate Recommendation);
- Пропонована рекомендація (англ. Proposed Recommendation);

і лише після цього офіційно стає Рекомендацією W3C.
Рекомендації можуть час від часу оновлюватися. До Рекомендацій публікуються повідомлення про помилки, що виявилися, і неточності (англ. errata). Коли накопичується достатній запас виявлених помилок, виходить нова, виправлена і допрацьована редакція (англ. edition) Рекомендації (наприклад, «редакція 1.1»). У виняткових випадках вся Рекомендація може бути відкликана Консорціумом для переробки.
Для зручності користувачів Консорціумом створені спеціальні програми-валідатори (англ. Online Validation Service), які доступні в Мережі і можуть за декілька секунд перевірити документи на відповідність популярним Рекомендаціям W3C. Консорціумом також створено багато інших утиліт для полегшення роботи вебмайстрів і програмістів. Більшість утиліт — це вільні програми, всі вони безкоштовні. Останнім часом, слідуючи світовим тенденціям, Консорціум в цілому значно більше уваги приділяє проєктам з відкритим початковим кодом.

## Затверджені W3C стандарти (станом на червень 2005 року)
- Annotea
- CC/PP
- Compound Document Formats
- CSS
- DOM
- HTML
- HTTP
- InkML
- MathML
- OWL
- PICS
- PNG
- P3P
- Resource Description Framework
- SMIL
- SOAP/XMLP
- SPARQL
- Style[уточнити]
- SVG
- TAG
- Timed Text
- URI/URL
- Voice Browser
- WAI
- WebCGM
- Web Services
- XForms
- XHTML
- XInclude
- XLink
- XML
- XML Base
- XML Binary Characterization
- XML Encryption
- XML Key Management
- XML Query
- XML Schema
- XML Signature
- XPath
- XPointer
- MXSL та XSLT

## Структура консорціуму
Загалом адміністрацію Консорціуму Всесвітньої Павутини здійснюють 3 організації: Массачусетський інститут технологій (англ. Massachusetts Institute of Technology, MIT) в США; Європейський консорціум з досліджень в області інформатики і математики (англ. European Research Consortium for Informatics and Mathematics, ERCIM) у Франції; Університет Кейо (англ. Keio University) в Японії.
Членом Консорціуму може стати юридична або приватна особа, що займається вебтехнологіями, і зацікавлена в розвитку Інтернету. Основним джерелом фінансування Консорціуму є членські внески. Членами Консорціуму вже є більше 350 організацій.
Міжнародну координацію здійснюють так звані «офіси W3C» (англ. W3C Offices), які створені вже в 14 країнах світу. Час від часу Консорціум Всесвітньої павутини також влаштовує міжнародні конференції.
Процес вироблення Рекомендацій проходить в спеціальних групах. Робочі і дослідницькі групи Консорціуму включають штатний персонал, представників організацій-членів і запрошених експертів. З пропозиціями на адресу робочих груп може виступити будь-яка особа, навіть не члени W3C.

## Принципи і концепції, затверджені W3C
- Загальнодоступність (Accessibility). Особливе спрямування при реалізації даного принципу робиться на забезпечення доступності ресурсів Всесвітньої павутини для людей з обмеженими фізичними можливостями.
- Апаратна незалежність (Device Independence). Цей принцип стверджує, що програми не повинні бути розраховані на конкретне фізичне устаткування, а повинні працювати на будь-якій апаратурі.
- Інтернаціоналізація (Internationalization). Тут мова йде, перш за все, про доступність інформації на всіх мовах світу, а не тільки англійською, а так само можливість і рівноправ'я використання національних шрифтів в документах і системах розроблених на основі стандартів.
- Патентна політика (Patent Policy). Тут мова йде про патентування Рекомендацій W3C так, щоб їх можна було впроваджувати безплатно, на основі ліцензії W3C Royalty-Free License.
- Багатоформена взаємодія (Multimodal Interaction). Принцип стверджує, що у програм мають існувати багато форм і режимів взаємодії з користувачем.
- Семантична павутина (Semantic Web). Це нова концепція розвитку Всесвітньої павутини, яка має зробити розміщену в Мережі інформацію зрозумілішою для комп'ютерів. Іноді також згадується як семантичний вебсервер. Семантична павутина зараз реалізується як надбудова над існуючою Всесвітньою павутиною.
- Мобільна павутина (Mobile Web Initiative, W3C-MWI). Цей принцип визначає, що ресурси Всесвітньої мережі повинні бути доступні для мобільних пристроїв.

## Перспективи
Консорціум Всесвітньої Павутини виконав величезну роботу, випустивши більше 80 Рекомендацій за 10 років. Членами Консорціуму нині є понад 400 організацій з 28 країн світу. На Рекомендаціях W3C засновані тисячі програм і сотні мільйонів файлів в мережі Інтернет. Консорціум є одною з найавторитетніших організацій в області стандартизації Всесвітньої павутини.
Подальший розвиток Інтернету Консорціум Всесвітньої павутини пов'язує з концепцією семантичної павутини. Семантична павутина — це надбудова над існуючою Всесвітньою павутиною, яка покликана зробити розміщену в Мережі інформацію зрозумілішою для комп'ютерів. Тоді програми зможуть самі знаходити потрібні ресурси, обробляти інформацію, узагальнювати дані, виявляти логічні зв'язки, робити висновки і навіть ухвалювати рішення на основі цих висновків. При широкому розповсюдженні і грамотному впровадженні семантична павутина може викликати революцію в Інтернеті.